# Chlum (Východolabská tabule, 284 m)
Chlum (284 m n. m.) je vrch v okrese Hradec Králové Královéhradeckého kraje. Leží asi 1 km západně od obce Prasek na jejím katastrálním území.

## Geomorfologické zařazení
Geomorfologicky vrch náleží do celku Východolabská tabule, podcelku Chlumecká tabule a okrsku Barchovská plošina, jehož je to nejvyšší významný vrchol.